# Névjegyérem
A névjegyérem a névjegykártyához hasonló funkcióval felruházott érem. Általában, de nem minden esetben, a kibocsátója nevét, címét és egyéb elérhetőségeit feltüntető, elsősorban reklám, ajándék célból készült, sokszorosított éremművészeti alkotás.

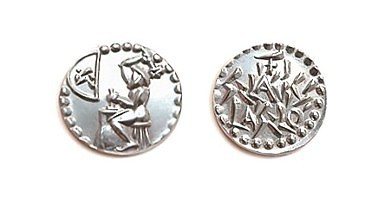
ifj. Szlávics László saját névjegyérme (ezüstözött vert vörösréz)

Gyakran jelenik meg rajta portré, embléma, logotípia vagy más jellemző motívum. Hasonlatos a kezdeti érmékhez, de természetesen pénz funkcióval nem rendelkezik. Napjainkban különleges ajándéktárgy, sokszorosított képzőművészeti, iparművészeti alkotás. Értékét a művészi kvalitás minősége adja. Használati tárgy jellege miatt, könnyen sokszorosítható technológiával, színesfémből készül. Elsősorban öntészeti eljárással, leginkább bronzból gyártják, de előfordulnak a költségesebb, verési technológiával, akár nemesfémből (ezüst) készült darabok is. A legtöbb esetben éremművészek készítik saját maguk, vagy barátaik számára. A kortárs alkotók közül akiktől a legtöbb névjegyérmet ismerjük: Asszonyi Tamás, Bakos Ildikó, Lapis András, Ligeti Erika, ifj. Szlávics László, Tóth Sándor.
A Magyar Képzőművészek és Iparművészek Szövetsége Érem Szakosztálya több alkalommal rendezett országos kiállítást tagjai által készített névjegyérmekből.
- 1995 – OTP Bank Galéria Budapest
- 1996 – Városi Galéria Nyíregyháza

## Külső hivatkozások
- Magyar Képzőművészek és Iparművészek Szövetsége (MKISZ)
- MKISZ Érem Szakosztály
- Éremművészeti linkgyűjtemény
- Néhány névjegyérem